# Сантандер, Франсиско де Паула
Франсиско Хосе де Паула Сантандер-и-Оманья (исп. Fransisco José de Paula Santander y Omaña; 2 апреля 1792 — 6 мая 1840) — южноамериканский военный и политический деятель, национальный герой Колумбии, один из руководителей патриотических сил в Войне за независимость в Латинской Америке в 1810—1826 годах, с 1819 года — главнокомандующий патриотической армией.

## Биография
Франсиско Сантандер родился в 1792 году в Кукуте (вице-королевство Новая Гранада); его родителями были дон Хуан Августин Сантандер-и-Кольменарес и донья Мануэла Антонина де Оманья-и-Родригес. В 1805 году он переехал в Санта-Фе-де-Богота, где изучал юриспруденцию в Колледже Св. Варфоломея и в Университете Св. Фомы.
Во время революционных событий 1810 года вступил в армию, в ходе войны между централистами и федералистами под руководством Антонио Барайа воевал против Антонио Нариньо, в 1812 году получил звание полковника. Когда Новая Гранада была отвоёвана испанцами Сантандер бежал к венесуэльской границе и позднее примкнул к Симону Боливару.
В 1819 году Сантандер командовал авангардом войск Боливара в Новой Гранаде. В 1821 году на Конгрессе в Кукуте был избран вице-президентом Великой Колумбии, став во время южного похода Боливара фактическим руководителем страны. На посту главы государства Сантандер проводил централистскую политику, борясь с федералистскими и сепаратистскими тенденциями.
Когда в 1826 году произошло восстание в Венесуэле под руководством Паэса, то Сантандер и Боливар разошлись во взглядах по вопросу его подавления: если Сантандер считал, что бунтовщиков надо примерно наказать, то вернувшийся из Перу Боливар объявил амнистию и сделал Паэса верховным главнокомандующим в Венесуэле. В 1828 году на конституционном конгрессе в Оканье случился открытый раскол между сторонниками Боливара и Сантандера по вопросу о будущем устройстве страны. После этого Боливар объявил себя диктатором и упразднил пост вице-президента.
25 сентября 1828 года на Боливара было совершено покушение. Сантандер был арестован, обвинён в организации этого покушения и приговорён к смерти, но затем прощён Боливаром и выслан из страны.
После смерти Боливара и распада Великой Колумбии Сантандер в 1832 году вернулся на родину и стал президентом Новой Гранады. По окончании президентского срока он оставался важной и влиятельной политической фигурой до самой своей смерти. Считается, что его идеология легла в основу Колумбийской либеральной партии.
Похоронен на Центральном кладбище Боготы.

## Память
- Франсиско Хосе де Паула Сантандер-и-Оманья изображён на банкнотах Колумбии достоинством 1 песо 1959 года и 100 песо 1977 года.